# Wolfgang Eichwede

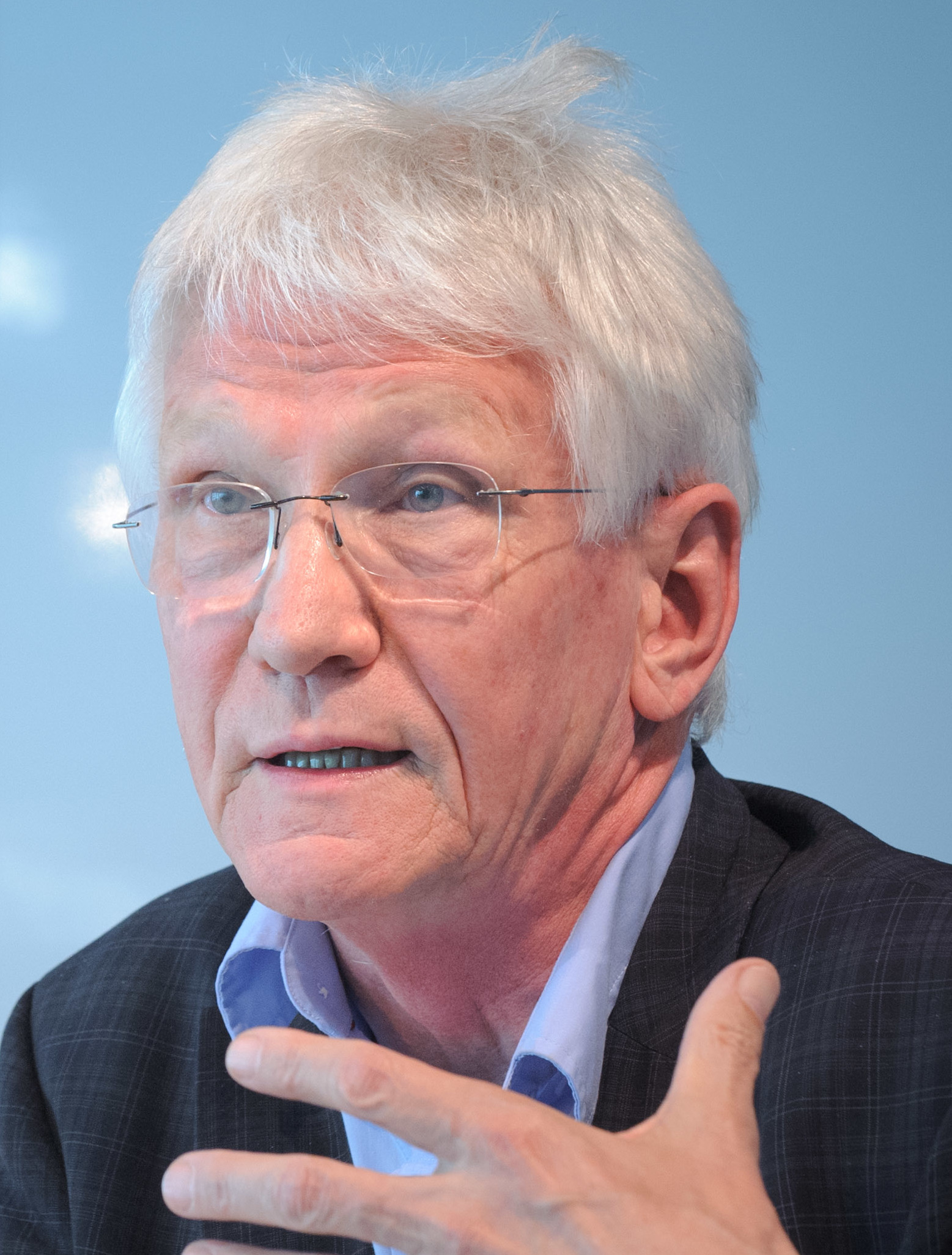
Wolfgang Eichwede, 2012

Wolfgang Eichwede (* 12. Juni 1942 in Friedrichshafen) ist ein deutscher Historiker und Gründungsdirektor der Forschungsstelle Osteuropa an der Universität Bremen.

## Biografie
Eichwede studierte Geschichte, Politik, Philosophie und Slawistik in Tübingen, Heidelberg und Berlin.
Seit 1974 ist er Professor für Politik und Zeitgeschichte Osteuropas an der Universität Bremen. Er wurde 2007 emeritiert.
Seine Forschungsschwerpunkte sind die Sozialbewegungen und Kultur Osteuropas (insbesondere der Sowjetunion und Russlands) nach 1953 sowie die sowjetisch- bzw. russisch-deutschen Beziehungen im 20. und 21. Jahrhundert.
Mit der Gründung der Forschungsstelle Osteuropa 1982 übernahm er die Leitung des Instituts, die er bis 2008 innehatte. Seine Nachfolgerin ist die Historikerin Susanne Schattenberg. Unter seiner Leitung wurde in der Forschungsstelle Osteuropa eines der größten Samisdat-Archive weltweit angelegt. Dies war insbesondere auch durch Eichwedes enges persönliches Verhältnis zu Dissidenten in Osteuropa möglich. Eng verbunden ist er mit der Menschenrechtsorganisation Memorial. Er engagiert sich bis heute für die Sozial-, Bürgerrechts- und Freiheitsbewegungen in Osteuropa. Das Bemühen um Freundschaft mit Russland, so Eichwede, müsse der Machtpolitik Putins „auch seine Grenzen zeigen – Grenzen, die sich aus dem Völkerrecht und den Rechten der kleineren, eben nicht so mächtigen Staaten ergeben“.
Eichwede widmet sich mit viel Erfolg der Rückführung von Beutekunstgütern in beide Richtungen (Deutschland – Osteuropa). Er hat eine Vermittlerrolle bei der Rekonstruktion des Bernsteinzimmers im Katharinenpark eingenommen.
Wolfgang Eichwede ist Vater von drei Kindern. Die Richterin und Politikerin Sonja Eichwede ist eine seiner zwei Töchter. 

## Mitgliedschaften
- Vizepräsident der Deutschen Gesellschaft für Osteuropakunde (DGO)
- Advisory Board – Fund for Central and East European Book Projects / European Cultural Foundation, Amsterdam

## Auszeichnungen
- 2002: Ungarischer Staatspreis für Kultur
- 2003: Bundesverdienstkreuz I. Klasse für die Förderung der Beziehungen Deutschlands zu seinen östlichen Nachbarn[3]
- 2006: Medaille der Stadt Sankt Petersburg für seine wissenschaftliche Begleitung bei der Rekonstruktion des Bernsteinzimmers
- 2011: Aleksandr-Men-Preis für seine Erforschung der deutschen Kunstbeutezüge im Zweiten Weltkrieg sowie von Publikationen im Selbstverlag (Samisdat) durch Dissidenten im früheren Ostblock[4]

## Publikationen
Buchreihen
- Herausgeber der Reihen der Forschungsstelle Osteuropa bis 2008: Analysen zur Kultur und Gesellschaft im östlichen Europa. 11 Bände seit 1994
- Dokumentationen zur Kultur und Gesellschaft im östlichen Europa. 8 Bände seit 1994.
- mit Frank Golczewski und Günter Trautmann Herausgeber der Hamburger Reihe Osteuropa. Geschichte, Wirtschaft, Politik. Lit-Verlag.

Bücher und Sammelbände
- Archiv der Forschungsstelle Osteuropa. Bestände im Überblick. UdSSR/Russland, Polen, Tschechoslowakei, Ungarn und DDR. Stuttgart 2009.
- mit Regina Kayser: Literatur zwischen Macht und Marginalisierung. Berlin 2003.
- mit Regina Kayser: Metropolen im Wandel. Berlin – Moskau. Berlin 2003.
- Samizdat. Alternative Kultur in Zentral- und Osteuropa. Die 60er bis 80er Jahre. Bremen 2000.
- mit Ulrike Hartung: Betr.: Sicherstellung. NS-Kunstraub in der Sowjetunion. Bremen 1998.
- Der Schirinowski-Effekt. Wohin treibt Russland? Hamburg 1994.

Aufsätze (Auswahl)
- Ot statusa trofeev – k roli poslov. In: neprikosnovennyj zapas. 1, (069), 2010, S. 125–135.
- Ratlos in Moskau. In: Sonderband 2010 von Damals Der kalte Krieg. S. 115–126.
- Antipolitik. Die Bürgerrechtsbewegung in Mittelosteuropa (Gespräch). In: Freie Hansestadt Bremen (Hrsg.): Im Blick: Deutsch-deutsche Städtepartnerschaften. Der Beitrag der Kommunen im Einheitsprozess. Bremen 2010, S. 61–64.
- Deutsche Einheiten. In: Kurier am Sonntag / Weser-Kurier. 3. Oktober 2010.
- Trophy Art as Ambassadors: Reflections Beyond Diplomatic Deadlock in the German-Russian Dialogue. In: International Journal of Cultural Property. Vol. 17, (2010), No 2, S. 387–412.
- Ehrung eines Dissidenten. (Andrej Sacharow). In: Damals. 42. Jg. Nr. 12, 2010, S. 10–13.
- Entspannung mit menschlichem Antlitz – KSZE, Menschenrechte, Samizdat. In: Osteuropa. 60. Jg. Nr. 11, 2010, S. 59–84.
- Don Quichottes Sieg. Bürgerrechtler und die Revolutionen von 1989. In: Osteuropa. 59. Jg., H. 2–3, 2009, S. 61–84.
- Die Forschungsstelle Osteuropa. Archiv und Geschichte. In: W. Eichwede (Hrsg.): Das Archiv der Forschungsstelle Osteuropa. Bestände im Überblick. UdSSR/Russland, Polen, Tschechoslowakei, Ungarn und DDR. Stuttgart 2009, S. 7–21.
- Helsinki and the Civil Rights Movement in Eastern Europe. In: V. Bilandzic, M. Kosanovic (Hrsg.): From Helsinki to Belgrade – The First CSCE Follow-up Meeting in Belgrade 1977/78. Beograd 2008, S. 141–149.
- Helsinki und Hanka. In: M. Janisova, J. Kren (Hrsg.): Krizovatky dvou zivotu. Sbornik k pocte Hany Mejdrove a Milose Hajka. Praha 2008, S. 43–56.
- Kommunismus. In: St. Gosepath, W. Hinsch, B. Rössler (Hrsg.): Handbuch der Politischen Philosophie und Sozialphilosophie. Band 1, Berlin 2008, S. 625–631.
- Deutschland – Polen – Russland. Geschichte – Erdgas – Geographie. Elftes deutsch-polnisches Podiumsgespräch mit Wolfgang Eichwede und anderen. Dokumentation, Darmstadt 2008.
- Freundschaft ja, Dürer nein. Über die Abgründe des Beutekunststreits zwischen Russland und Deutschland. In: Osteuropa. 56. Jg., H. 1–2, 2006, S. 71–84.
- Widerrede als Kultur. In: H. Hamersky (Hrsg.): Gegenansichten. Fotografien zur politischen und kulturellen Opposition in Osteuropa 1956–1989. Berlin 2005, S. 14–21.
- Kaliningrad in the Year 2020. A Not Quite Fictitious Conversation. In: E. Tsvetaeva (Hrsg.): Art-Guide. Koenigsberg/Kaliningrad Now. Kaliningrad 2005, S. 28–31 (auch in russischer Sprache).
- Ansprache des Preisträgers. In: Friedrich-Ebert-Stiftung (Hrsg.), Danziger Erich-Brost-Preis, verliehen an die Forschungsstelle Osteuropa an der Universität Bremen am 10. November 1999 in Berlin, Bonn 2000, S. 29–34.
- Normalität als Perspektive. In: Spuren – Sledy. Deutsche und Russen in der Geschichte. Begleitbuch zur Ausstellung im Haus der Geschichte der Bundesrepublik Deutschland. Bonn 2003, S. 184–191.
- Europa sieht Deutschland. Russlands Erwartungen nach 1989 – erfüllt oder enttäuscht? In: An den Grenzen des Lebens. Osnabrücker Jahrbuch Frieden und Wissenschaft. H. 10, 2003, S. 91–101.
- Rußland in Europa. Neuer Wein in alten Schläuchen? Fragen an die Historie. In: Osteuropa. 53. Jg., H. 9–10, 2003, S. 1245–1261.
- Der kalte Krieg. In: P. Choroschilow, J. Harten (Hrsg.): Berlin – Moskau. Moskau – Berlin. 1950–2000. Chronik, Berlin 2003, S. 25–35 (auch in russischer Sprache).
- Revolution als Selbstkontrolle. Europa und sein Samisdat. In: Die politische Meinung. 47. Jg., H. 397, 2002, S. 39–42.
- The Conception of the Exhibition. In: W. Eichwede (Hrsg.): Samizdat. Alternative Culture in Central and Eastern Europe from the 1960s to the 1980s. Bremen 2002, S. 15–19.
- Laudatio auf Memorial anlässlich der Verleihung des Erich Maria Remarque Friedenspreises der Stadt Osnabrück an Swetlana Alexijewitsch und Memorial am 22. Juni 2001, Osnabrück 2002, S. 32–37.
- Von außen gesehen. Russische Entwicklungen – westliche Perzeptionen. In: H.-H. Höhmann, H.-H. Schröder (Hrsg.): Russland unter neuer Führung. Politik, Wirtschaft und Gesellschaft am Beginn des 21. Jahrhunderts. Münster 2001, S. 292–302.
- Russland und der Westen ein Jahrzehnt nach der Wende. Die Reform bestimmt den Inhalt. In: Süddeutsche Zeitung. Nr. 96, 26. April 2001, S. 12.
- Kinder der Aufklärung. In: Kafka. Zeitschrift für Mitteleuropa. H. 3, 2001, S. 8–15.
- Macht-Kalküle. In: Tages-Anzeiger. Zürich, 8. Januar 2000.
- Zwei Schritte vor, ein Schritt zurück. In: Süddeutsche Zeitung. Februar 2000.
- Archipel Samizdat. In: W. Eichwede (Hrsg.): Samizdat. Alternative Kultur in Zentral- und Osteuropa. Die 60er bis 80er Jahre. Bremen 2000, S. 8–19.
- Die Ausstellung. Konzept, Aufbau, Gliederung. In: W. Eichwede (Hrsg.): Samizdat. Alternative Kultur in Zentral- und Osteuropa. Die 60er bis 80er Jahre. Bremen 2000.
- Überlegungen zur politischen Kultur im heutigen Russland. In: K. Eimermacher, A. Hartmann (Hrsg.): Fluchtlinien. Topographie der Bildungslandschaft Russlands. Bochum 2000, S. 21–43.
- Monologe im Dialog der Kulturen? Hinweise auf den Wandel in Deutschland und Russland. In: Konfrontation oder Kooperation? Ökumene in Mittel- und Osteuropa. 4. Internationaler Kongress Renovabis (4/2000), S. 67–74.
- Gefesselt in der Geschichte. In: H.-H. Höhmann (Hrsg.): Eine unterschätzte Dimension? Zur Rolle wirtschaftskultureller Faktoren in der osteuropäischen Transformation. Bremen 1999, S. 132–138.
- Paradigmen, Symbole und Inszenierungen im Wandel. Überlegungen zur politischen Kultur im heutigen Russland. In: A. Nußberger, M. Mommsen (Hrsg.): Krise in Russland. Politische und sozialrechtliche Lösungsansätze. Berlin 1999, S. 28–37.
- Sowjetische Kulturgutverluste im Zweiten Weltkrieg. Zahlen, Odysseen und Rätsel. In: Osteuropa. 48. Jg., H. 3, 1998, S. 225–238.
- Russland im Wandel. Föderation der starken Hand oder Demokratie? In: U. Carstens, C. Schlüter-Knauer (Hrsg.): Der Wille zur Demokratie. Traditionslinien und Perspektiven. Berlin 1998.
- Einleitung. Russland auf dem Wege in eine bürgerliche Gesellschaft? In: Forschungsstelle Osteuropa (Hrsg.): Das neue Russland in Politik und Kultur. Bremen 1998, S. 7–23.
- Einleitung. Krieg gegen die Kultur. In: W. Eichwede, U. Hartung (Hrsg.): „Betr.: Sicherstellung“. NS-Kunstraub in der Sowjetunion. Bremen 1998, S. 7–17.
- Diebesgrüße nach Moskau. Aus geheimen Akten. Rückgabe von Beutekunst an Russland. In: Frankfurter Allgemeine Zeitung. 15. März 1997.
- Verantwortung und Geschichte. In: H.-G. Thiele (Hrsg.): Die Wehrmachtsausstellung. Dokumentation einer Kontroverse. Bremen 1997, S. 76–80.
- Modells of Restitution (Germany, Russia, Ukraine). In: E. Simpson (Hrsg.): The Spoils of War. World War II and its aftermath. The Loss, Reappearance, and Recovery of Cultural Property. New York 1997, S. 216–224.
- Die deutsche Nation. Stigma und Wandel zur Normalität (Ein nicht fertiger Versuch). In: J. Calließ (Hrsg.): Stigma und Normalität. 50 Jahre nach dem Untergang des ersten deutschen Nationalstaates auf der Suche nach der Nation. (= Loccumer Protokolle. 22/95). Loccum 1996, S. 85–100.
- Deutsch-russische Irritationen. Kunst als Beute zwischen Recht und Geschichte. In: Deutschland-Archiv. 29. Jg., H. 1, 1996, S. 86–92.
- Stabilität in Widersprüchen? Russlands Wirklichkeiten 1996. In: Osteuropa. 46. Jg., H. 9, 1996, S. 843–854.
- Widersprüche in der Rekonstruktion von Bürgergesellschaften in Osteuropa. In: H. Mandt (Hrsg.): Die Zukunft der Bürgergesellschaft in Europa. Baden-Baden 1994, S. 11–26.
- Wohin treibt Russland? Vom Glanz und Elend der Reformen. In: W. Eichwede (Hrsg.): Der Schirinowski-Effekt. Hamburg 1994, S. 11–34.

## Belege
1. ↑  so unter dem Titel Gefährliche Ratgeber in der Buchbesprechung des von Adelheid Bahr herausgegebenen Sammelbandes Warum wir Frieden und Freundschaft mit Russland brauchen. Westend Verlag, Frankfurt 2018
2. ↑  Gegen Vergessen – Für Demokratie. Abgerufen am 16. April 2022.
3. ↑  Pressemitteilung des Bremischen Senats.
4. ↑  FAZ. 9. Juni 2011, S. 28.

| Personendaten    | Personendaten        |
| ---------------- | -------------------- |
| NAME             | Eichwede, Wolfgang   |
| KURZBESCHREIBUNG | deutscher Historiker |
| GEBURTSDATUM     | 12. Juni 1942        |
| GEBURTSORT       | Friedrichshafen      |